# 朝番長
朝番長（あさばんちょう）は、2014年3月31日から2015年3月27日まで静岡放送（SBSラジオ）で月曜日から金曜日の6:30 - 9:00に放送されていたラジオ番組。放送された。
最新ニュースと交通情報・天気予報、スポーツニュースや芸能ニュース、マーケット情報などを取り扱う番組。

## 放送時間
- 月曜日 - 金曜日 午前6:30 - 午前9:00

## パーソナリティ
両者とも、SBSアナウンサー。
- 野路毅彦（月曜日 - 水曜日）
- 大石岳志（木曜日・金曜日）

## タイムテーブル
- 6:30 オープニング
- 6:32 静岡新聞ニュース・交通情報
- 6:35 天気予報
- 6:37 ENEOSプレゼンツ あさナビ
- 6:45 歌のない歌謡曲
- 7:00 静岡新聞ニュース・交通情報（お早うネットワーク企画ネットコーナー）
- 7:07 JFマリンバンク海の天気予報
- 7:10 スポーツ番長
- 7:16 情報三枚おろし（「武田鉄矢 今朝の三枚おろし」企画ネットコーナー）
- 7:25 静岡新聞ニュース
- 7:31 交通情報・天気予報
- 7:35 ハイ!作文よみます
- 7:39 ニュースよくばり番長
- 7:47 デイリーECOランキング
- 7:51 交通情報・天気予報
- 7:54 うらない番長
- 8:00 話題のアンテナ 日本全国8時です
- 8:15 交通情報・天気予報
- 8:20 SUZUKIハッピーモーニング 鈴木杏樹のいってらっしゃい
- 8:24 ニュースよくばり番長
- 8:30 クローズアップ・マイタウン
- 8:40 フリー（水・木 ラジオショッピング）
- 8:45 気まぐれ番長
- 8:56 交通情報・エンディング